# À nous les lycéennes
Série
La lycéenne a grandi
(1975) La lycéenne se marie
(1976)
Pour plus de détails, voir Fiche technique et Distribution.
À nous les lycéennes (La liceale) est un film italien réalisé par Michele Massimo Tarantini et sorti en 1975.

## Synopsis

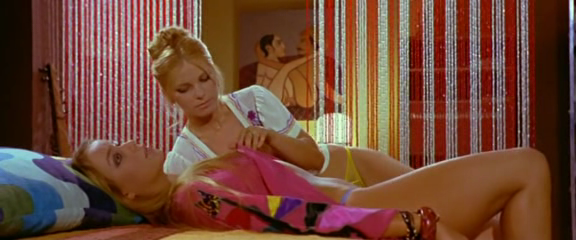
Loredana (Gloria Guida) et Monica (Ilona Staller) dans une scène du film.

Lycéenne très malicieuse, Loredana s'amuse à provoquer ses camarades de classe en laissant voir adroitement sa « lingerie » pendant les heures de cours. Et elle en fait bien d'autres. Lorsque son prof d'histoire lui met une note 4 car elle ne savait pas sa leçon, elle se venge en retirant sa culotte à l'abri de son regard (mais pas de celui du spectateur) pour le glisser discrètement dans son cartable, et aller aussitôt le dénoncer pour avoir succombé à ses charmes. Finalement le stratagème échoue lamentablement et se retourne même contre la jeune fille et ses copains. 
Loredana a pour amies Lucia et Monica, laquelle rejoint un cercle de prostitution et s'empresse d'aller convaincre Loredana d'en faire autant.
Il n'y a pas qu'au lycée que la vie de Loredana est épique. Elle vit avec sa mère, qui est séparée de son mari mais a un amant. Par divertissement, Loredana vient exprès le plus tôt possible à la maison pour surprendre sa mère et son amant dans leurs ébats et obliger à chaque fois ce dernier à se cacher tout nu dans une armoire avant de partir à la sauvette. Quant au père de Loredana, il accumule les aventures avec des filles souvent bien jeunes.

## Fiche technique
- Titre original : La liceale
- Titre français : À nous les lycéennes
- Réalisation : Michele Massimo Tarantini
- Scénario : Francesco Milizia
- Décors : Elio Micheli
- Costumes : Elio Micheli
- Photographie : Giancarlo Ferrando
- Montage : Raimondo Crociani
- Musique : Victorio Pezzolla
- Pays d'origine :  Italie
- Langue de tournage : italien
- Producteur : Luciano Martino
- Distribution : Medusa
- Genre : Comédie érotique à l'italienne
- Durée : 90 minutes
- Date de sortie : 31 octobre 1975 en Italie et 13 avril 1977 en France
- Interdit-12 ans: visa CNC 46406

## Distribution
- Gloria Guida : Loredana D'Amico
- Giuseppe Pambieri : Dr. Marco Salvi
- Gianfranco D'Angelo : Prof. Guidi
- Renzo Marignano : Prof. Mancinelli
- Rodolfo Bigotti : Gianni Montrone
- Alvaro Vitali : Petruccio Sciacca
- Gisella Sofio : Elvira D'Amico, mère de Loredana
- Mario Carotenuto : Comm. D'Amico, père de Loredana
- Enzo Cannavale : Osvaldo, amant d'Elvira
- Ilona Staller (La Cicciolina) : Monica
- Angela Doria : Lucia
- Franco Diogene : amant de Monica
- Marcello Martana : père de Lucia

## SérieLa Lycéenne
- 1973 : La lycéenne découvre l'amour (La ragazzina) de Mario Imperoli
- 1975 : La lycéenne a grandi (Quella età maliziosa) de Silvio Amadio
- 1975 : À nous les lycéennes (La liceale) de Michele Massimo Tarantini
- 1976 : La lycéenne se marie (Scandalo in famiglia) de Marcello Andrei
- 1978 : Les lycéennes redoublent (La liceale nella classe dei ripetenti) de Mariano Laurenti
- 1979 : La lycéenne est dans les vaps (La liceale, il diavolo e l'acquasanta) de Nando Cicero
- 1979 : La lycéenne séduit ses professeurs (La liceale seduce i professori) de Mariano Laurenti
- 1981 : La lycéenne fait de l'œil au proviseur (La ripetente fa l'occhietto al preside) de Mariano Laurenti
- 1982 : La Lycéenne et les Fantômes (La casa stregata) de Bruno Corbucci